# ماريا كاسترو
ماريا كاسترو (بالإسبانية: María Castro) هي مقدمة تلفزيونية وممثلة إسبانية، ولدت في 30 نوفمبر 1981 في إسبانيا.

## وصلات خارجية
- ماريا كاسترو على موقع IMDb (الإنجليزية)
- ماريا كاسترو على موقع قاعدة بيانات الفيلم (الإنجليزية)